# Рязановщина (Ленинградская область)
Рязановщина — деревня в Пашском сельском поселении Волховского района Ленинградской области.

## История
Деревня Рязановщина упоминается на картах Санкт-Петербургской губернии Ф. Ф. Шуберта 1834 и 1844 годов.

РЯЗАНОВЩИНА — деревня статского советника Мордвинова, по просёлочной дороге, число дворов — 4, число душ — 5 м. п. (1856 год)

РЯЗАНОВЩИНА — деревня владельческая при реке Паше, число дворов — 5, число жителей: 13 м. п., 12 ж. п. (1862 год)

В 1864—1866 годах временнообязанные крестьяне деревни выкупили свои земельные наделы у П. И. Мордвинова и стали собственниками земли.
Согласно епархиальным сведениям 1899 года деревня относилась к приходу церкви Рождества Христова Пашского погоста в Надкопанье.
В конце XIX — начале XX века деревня административно относилась к Доможировской волости 3-го стана Новоладожского уезда Санкт-Петербургской губернии.
По данным «Памятной книжки Санкт-Петербургской губернии» за 1905 год, деревня Рязановщина входила в состав Устеевского сельского общества.
В 1917 году деревня входила в состав Доможировской волости Новоладожского уезда.
С 1917 по 1923 год деревня Рязановщина входила в состав Устеевского сельсовета Пашской волости Новоладожского уезда.
С 1923 года в составе Ручьянского сельсовета Волховского уезда.
С 1924 года в составе Пашского сельсовета.
С 1927 года в составе Пашского района.
По данным 1933 года деревня называлась Резановщина и входила в состав Пашского сельсовета Пашского района.

Земли деревни Рязановщина на карте РККА 1940 года

С 1955 года в составе Новоладожского района.
В 1950 году население деревни Рязановщина составляло 169 человек.
В 1958 году население деревни Рязановщина составляло 130 человек.
С 1963 года в составе Волховского района.
По данным 1966, 1973 и 1990 годов деревня Рязановщина также входила в состав Пашского сельсовета Волховского района.
В 1997 году в деревне Рязановщина Пашской волости проживали 13 человек, в 2002 году — 25 человек (все русские).
В 2007 году в деревне Рязановщина Пашского СП — 19, в 2010 году — 30.

## География
Деревня расположена в северо-восточной части района на автодороге 41К-021 (Паша — Часовенское — Кайвакса).
Расстояние до административного центра поселения — 9 км.
Расстояние до ближайшей железнодорожной станции Паша — 2 км.
Деревня находится на правом берегу реки Паша.

## Демография
| 1862 | 1997 | 2002 | 2007 | 2010 | 2012 | 2017 |
| ---- | ---- | ---- | ---- | ---- | ---- | ---- |
| 25   | ↘13  | ↗25  | ↘19  | ↗30  | ↘28  | ↗30  |

### Национальный состав
Согласно данным Всероссийской переписи населения 2021 года в деревне проживали 30 человек, из них русские — 29, другие национальности — 1 человек.